# Copelatus edax
Copelatus edax är en skalbaggsart som beskrevs av Guignot 1955. Copelatus edax ingår i släktet Copelatus och familjen dykare. Inga underarter finns listade i Catalogue of Life.